# Грегорі Кампі
Грегорі Кампі (фр. Grégory Campi, нар. 24 лютого 1976, Монте-Карло) — монегаський футболіст, що грав на позиції півзахисника. По завершенні ігрової кар'єри — тренер. Виступав за низку європейських та північноамериканських клубів, а також збірну Монако.

## Клубна кар'єра
Грегорі Кампі народився 1976 року в місті Монте-Карло. Займався в юнацьких футбольних командах спочатку в Монако, а потім у Франції. У професійному футболі дебютував 1994 року виступами за французьку команду «Газелек», в якій грав до 1995 року, взявши участь у 2 матчах чемпіонату.
У 1995 році Кампі став гравцем французької команди «Руан», а в 1996 році перейшов до іншого французького клубу «Ренн». У 1998 році монакський футболіст перейшов до італійського клубу «Барі», де грав до 2000 року, після чого перейшов до італійського клубу «Андрія». У 2001—2002 роках Кампі грав у складі канадського клубу «Монреаль Імпакт».
У 2002 році Грегорі Кампі став гравцем французького клубу «Лілль», у складі якого грав до 2004 року. Протягом 2004—2006 років монакський півзахисник захищав кольори бельгійського клубу «Лув'єрваз». Завершив ігрову кар'єру футболіст в італійській команді «Санремезе», за яку виступав протягом 2006—2007 років.

## Виступи за збірну
Грегорі Кампі провів 4 матчі у складі невизнаної ФІФА збірної Монако.

## Кар'єра тренера
Невдовзі по завершенні кар'єри гравця Грегорі Кампі розпочав тренерську кар'єру, і в 2009 році очолив тренерський штаб резервної команди «Монако», де працював до 2017 року. У 2019 році Кампі очолював нижчолігову італійську команду «Про П'яченца», а в 2021—2022 роках очолював французьку нижчолігову команду «Вільєфранш». У 2023—2024 роках монакський тренер працював у тренерському штабі французького клубу «Евіан».